# Landerneau

Landerneau este o comună în departamentul Finistère, Franța. În 1 ianuarie 2022 avea o populație de 16.327 de locuitori.